# Eljas
Eljas (en fala As Ellas) es una villa y municipio español, perteneciente a la de la provincia de Cáceres, en la comunidad autónoma de Extremadura. Está situado al oeste de la comarca de la Sierra de Gata y es uno de los tres municipios en los cuales se habla la fala.
Con 936 habitantes en 2017, es el quinto municipio más poblado de la comarca. En su término municipal se encuentra la pedanía de El Soto. La villa es conocida por el Castillo de Eljas.

## Geografía
Eljas está situado en el extremo noroeste de la provincia, en el interior de la Sierra de Gata, entre Las Hurdes y la frontera portuguesa. Linda al norte con Navasfrías, al este con El Payo, ambos municipios de la provincia de Salamanca; al sur con San Martín de Trevejo y al oeste con Valverde del Fresno. Pertenece a la comarca de Sierra de Gata, en cuya parte noroccidental se encuentra.
Está atravesado por el río Eljas (Erges en portugués), afluente por la derecha del Tajo, que hace de frontera entre España y Portugal durante unos 80 km, hasta su desembocadura en el Tajo.
Su término es propicio para practicar el senderismo, destacando el camino del Puerto, que llega hasta la provincia de Salamanca. El viajero puede recrearse en una inigualable vista paisajística.
El clima es excelente y se ha llegado a ver plantado un plátano.

## Toponimia
El nombre de Eljas parece proceder de la época romana, en concreto de la palabra "ergastulum" o lugar de reclusión-cárcel. El nombre en lagarteiru, As Ellas/Elhas, puede provenir de un mote dado por la propia población, quienes aseguran que la denominación se remonta a siglos atrás, probablemente a la Edad Media. Los habitantes de Eljas sostienen que durante una guerra entre Portugal y España, las mujeres que vivían en el campo, cerca del Castillo de Salvaleón, huyeron con sus hijos a Eljas.

## Economía
La deuda viva del ayuntamiento de Eljas ascendía a la cantidad de 44 000 euros a fecha 31 de diciembre de 2009, según el informe de deuda viva local del Ministerio de economía y hacienda de España.

## Historia

### Prehistoria
Los primeros asentamientos estables en la sierra, se producen hacia el año 3000 a. C., viviendo sus pobladores en pequeños poblados de piedra, unidos por vínculos familiares. Se han hallado restos de estos poblados en Villasbuenas de Gata y dólmenes en Hernán-Pérez. Realizaban construcciones megalíticas, que solían tener un sentido funerario-religioso, aunque no siempre era necesario construir estos monumentos, como en la formación natural de piedras en Valverde.
Con el conocimiento de la metalurgia, se mejoraron las condiciones de vida de estos pueblos. 
- Hacha de bronce, hallada en Descargamaría. 
Otra manifestación del carácter religioso de estos pueblos son los ídolos grabados en piedra, hallados en Robledillo y Hernán Pérez, pertenecientes a edades prehistóricas de la Edad del Bronce (1500 a. C.).

### Edad Antigua
Hacia el año 600-900 a. C. , penetran los celtas en la península ,asentándose en la sierra unas tribus de gentes llamados vetones, vecinos de los lusitanos.
Este pueblo fue esencialmente ganadero, agreste e indómito. Estaban organizados en tribus o clanes, y habitaban en terrenos elevados, próximos a los ríos. De esta época son posiblemente los asentamientos fortificados de Salvaleón (Valverde) y La Isla, en el pantano del Borbollón.
Sus creencias religiosas se basaban en la adoración de ríos y montes, adorando al dios Xálama. Los caudillos eran enterrados bajo estelas funerarias de piedra, en las que se grababan las armas del guerrero, como estela de Hernán Pérez.
De origen Celta pueden ser también las cabezas que se encuentran en los pueblos de Cilleros, Acebo, Estela de San Martín de Trevejo. Practicaban el comercio de trueque, sin uso de la moneda, llegando a tener contactos con Tartessos.
Los romanos entran en la península ibérica en el año 218 a. C., encontrándose en el siglo siguiente en Sierra de Gata una población dedicada fundamentalmente al pastoreo. Frente a la invasión romana, se produjo una alianza entre lusitanos y vetones, que lucharán juntos contra el invasor, infligiéndoles, al mando de Viriato, serias derrotas a las poderosas legiones romanas. Pero el poderío romano se impuso finalmente, produciéndose tras la victoria, matanzas y saqueos, significando la esclavitud para los vencidos. 
El emperador Augusto reestructuró  Hispania y dividió la península ibérica en tres provincias, quedando la Sierra integrada en la de Lusitania, desde el año 27 a. C. Tras la conquista del territorio, comienza el proceso de romanización. Se distribuyeron las tierras, y se crean una serie de villas en el valle del Eljas. Ahora es cuando surgen pequeñas villas, que fueron el origen de algunos de los actuales pueblos de la Sierra, CATTOBRIGA (Gata), CELLIARIVM (Cilleros) y ERGASTVLVM (Eljas). El proceso de romanización fue largo, adquiriéndose paulatinamente los usos y costumbres del invasor, así como su idioma: "el latín". Finalmente se consiguió la plena integración en la cultura romana, llegando algunos serranos a formar parte de las legiones romanas, lo que les permitía posteriormente adquirir la ciudadanía romana. 
La economía pasa de ser pastoril a ser eminentemente agraria, practicándose el cultivo de la vid y del olivo. Quizás en esta época se empezaran a elaborar los preciados vinos de Cilleros y Robledillo. Los romanos explotaron el recurso minero de la zona, extrayendo oro y otros minerales en Valverde, Hernán Pérez y Perales, utilizando siervos de Ergastulum (Eljas). 
La vida era principalmente rural, aunque existieron villas como las de Villalba y Nava del Rey, en Villamiel, que fueron importantes núcleos de población, así como la de interannia, que según parece, se hallaba en Salvaleón. 
Se creó una importante red de comunicaciones, construyéndose calzadas como la Via Dalmacia, que atravesó Sierra de Gata, uniendo Caurium (Coria), con Miróbriga (Ciudad Rodrigo). Este sistema viario facilitó el desarrollo del comercio, basado en el uso de la moneda. 
Los Dioses y ritos romanos se impusieron en la religión indígena, como lo demuestran las aras votivas encontradas en muchos pueblos de la Sierra, casos del Altar dedicado a Júpiter en Robledillo o la Columna Funeraria en Torre de Don Miguel. Aunque otras inscripciones, atestiguan la pervivencia, junto con los dioses romanos, de viejos dioses indígenas, relacionados con ríos y montes como el Altar dedicado al dios Salamati (Jálama) en Villamiel. Finalmente se impuso el cristianismo, creándose las diócesis de Coria y Ciudad Rodrigo, en los años 314-33.

### Época visigoda y árabe
A partir del año 409, con el ocaso del Imperio Romano, comienzan las invasiones de los bárbaros del norte, a cargo de vándalos, alanos y suevos, que van arrasando las tierras que encuentran a su paso. Sierra de Gata no escapó a estas invasiones, estableciéndose en ella los alanos, primero, y luego vándalos y suevos, que finalmente, serían dominados por los visigodos, más civilizados, que lograrían la unidad peninsular basaron su economía en la agricultura y ganadería, concentrando la tierra en manos de los poderosos. 
Estos pueblos eran paganos, convirtiéndose posteriormente al catolicismo unos, y al arrianismo otros, lo que generó luchas religiosas entre ellos. Finalmente, el Rey Recaredo, se convierte al catolicismo en el año 589, logrando así la unidad religiosa. 
Crece la importancia del medio rural, apareciendo nuevas aldeas, como Villamiel, fundada quizás en esta época con el nombre de "Lamasso" (miel , en gótico). Muy pocos son los vestigios dejados por este pueblo, cuya influencia supuso un atraso cultural para nuestra comarca.
Las luchas internas entre visigodos, propició la entrada en la península de los musulmanes del norte de África, que penetran en tierras extremeñas en el año 713. Sierra de Gata quedó definitivamente en manos musulmanas tras la conquista de Coria en el año 750. Tras la invasión, la población se adaptó rápidamente a la nueva cultura, convirtiéndose al islam la mayor parte de ellos, aunque más por conveniencia que por convicción, aunque algunos, huyeron hacia el norte, en especial las autoridades religiosas, refugiándose en el Reino de León. 
Por esta época también era importante la población judía en la Sierra. La distribución de la tierra entre los invasores, fue desigual, tocándole a los Bereberes, asentados en la Sierra, las más pobres, lo que originó frecuentes revueltas contra la minoría árabe dominante. Esta precaria situación económica, unido a una fuerte sequía en el siglo VIII, hizo que el norte de Extremadura se despoblase considerablemente. Los bereberes, favorecieron en la Sierra una economía ganadera, basada en el pastoreo de la oveja. Se introducen nuevos cultivos, como el algodón, azafrán y los agrios. Aquí puede estar el origen de las conocidas naranjas de Acebo. Se fomentan los cultivos hortícolas, favorecidos por las técnicas de regadío introducidas (norias, acequias, aceñas,...). Todo ello enriqueció la vida agrícola y ganadera, lo que favoreció un importante esplendor económico en el siglo X. El cultivo principal siguió siendo el olivo, aprovechándose el terreno con la creación de bancales, y utilizándose almazaras para la fabricación del aceite.
El comercio se vio impulsado por la actividad de ferias y mercados, estimulado por un activo comercio ambulante.

### Reconquista
Entre el siglo IX y el siglo X, la relativa tranquilidad que gozaba la Sierra de Gata se vio perturbada por las continuas razias cristianas que pasaban por la zona, generalmente para saquear Coria. Para defenderse de estos ataques cristianos, cada vez más frecuentes, debieron fortificar sus defensas en los puntos culminantes, creándose en el siglo IX el castillo de Eljas, así como la de la Almenara y otras en lugares como Salvaleón, Trevejo, Gata y Santibáñez el Alto. También parece ser que en lo alto del Monte Jálama existió alguna fortificación de la época. El carácter fronterizo y la importante situación estratégica de la comarca, hizo que estas fortificaciones jugaran un importante papel en la defensa de la Sierra de Gata, ante los ataques de los reinos cristianos. 
Los primeros intentos serios de reconquistar la Sierra de Gata, se produjeron a partir del siglo XI, a cargo del rey Alfonso VI de Castilla, que en 1074 atravesó el puerto de Perales, y tras conquistar Coria, sometió a toda la sierra. Esto significó el comienzo de una larga etapa de conquistas y reconquistas que convirtió a la comarca en una tierra de violencia y destrucción, pasando alternativamente a manos de moros y cristianos. Así, poco tiempo después el empuje almorávide la vuelve a reconquistar para el islam. 
Tras la conquista, los leoneses encontraron unas tierras semidesérticas, encargándose las órdenes militares de defender y poblar lo reconquistado. Sierra de Gata quedó dividida en tres encomiendas: Salvaleón (Orden de Alcántara), Trevejo (Orden de Hospitalarios) y Santibáñez (Orden de Alcántara).
Los nuevos pobladores, procedentes de Asturias y León, trajeron consigo una economía rural y ganadera, quedando finalmente sometidos al poder señorial. Este asentamiento Astur-Leonés puede ser el origen de la fala, los dialectos hoy en día hablados en Eljas, Valverde del Fresno y San Martín de Trevejo. Se creó la mesta formada por inmensos rebaños que debieron atravesar el puerto de Perales en busca de pastos. Con la repoblación, surgieron nuevos pueblos en la Sierra.
En el siglo XIV, vuelven las guerras a Sierra de Gata, protagonizadas por los reinos de Castilla y Portugal. Los castillos de la Sierra, que lucharon del bando de Portugal, tienen que arriar sus banderas, al imponerse las armas de Castilla. En el siglo XV tienen lugar las guerras civiles de la Orden de Alcántara. Almenara y Santibáñez son sitiados y tomados en estas luchas. Eljas y Trevejo son tomadas posteriormente por el temido Capitán Centeno, que impuso su autoridad en la Sierra desde su Castillo de Rapapelo, en Eljas.

### Edad Moderna
Entre 1492 y 1520, esta fortaleza estuvo bajo las órdenes del comendador Juan Piñeiro, que guerreó contra otros castillos de la Sierra. En su escudo de armas podemos ver el Castillo de Trevejo. Quizás fueron los muertos de estas batallas los enterrados bajo las tumbas que yacen al pie del castillo.
Con el descubrimiento de América se abrieron las puertas de un Nuevo Mundo, hacia el que dirigió una constante emigración durante el siglo XVI. La contribución de nuestra sierra a este fenómeno no fue masiva, siendo 71 serranos que embarcaron hacia el nuevo continente entre los años 1512 y 1590, aunque otro gran número debió hacerlo de forma ilegal. El papel desempeñado por alguno de ellos en las tierras conquistadas fue de cierta relevancia.
El siglo XVI representó la época de mayor representación artística de nuestra comarca, De este siglo son la mayor parte de las iglesias de la sierra, en muchas de las cuales dejó huella artística el arquitecto Pedro de Ybarra. Junto con estos templos parroquiales, se construyen las actuales torres del Castillo de Eljas que ya se erigía en cabeza de encomienda. De la alabanza que estos canteros hicieron de los vinos de nuestra comarca, hizo que el propio Rey, Felipe II, mandara pedir vino a Cilleros. De este siglo es la ermita del Santo en Eljas.
En este siglo, en el año 1609, se decretó por Felipe II, la expulsión de los moriscos. Con ello, el campo sufrió un gran abandono, que unido a los desastres climatológicos y epidemias sufridas en este siglo, hizo que el hambre asolara las tierras de Extremadura.
En el año 1640 estalló la guerra con Portugal, por los deseos de independencia de este reino. Así, en 1641, los portugueses entran por Valverde y toman el Castillo de Eljas. Desde Eljas, asediaron el castillo que existía en aquella época en San Martín de Trevejo, de donde son rechazados.
La agricultura seguía siendo muy primitiva, estando configurada la sociedad de la época por jornaleros, artesanos, funcionarios, soldados , clero... Las clases más bajas eran sometidas a fuertes diezmos, de los que se beneficiaba la Iglesia, el obispo, el comendador, los señores,... A finales de este siglo ya se encontraba en ruinas el castillo de Eljas, siendo transferido a la orden de Calatrava.

### Edad Contemporánea
La Sierra de Gata sufrió las consecuencias de la Guerra de la Independencia Española en 1808, por ser el puerto de Perales paso obligado de las tropas napoleónicas. Pronto se formó un frente de oposición al invasor, desplazándose muchos gateños a Ciudad Rodrigo, donde lucharon en las trincheras de esta ciudad sitiada. En Eljas se establecieron dos batallones, estableciéndose en San Martín de Trevejo el cuartel general del ejército y una división en Villamiel. En 1809, Gata fue saqueada y quemada, tras refugiarse su población en las montañas. Pocos días después fue asesinado en Hoyos el obispo de Coria, Juan Álvarez de Castro, junto a otras personas, por la clara oposición mostrada a los invasores. A raíz de estos acontecimientos, surgió en la comarca la presencia de la guerrilla, que al mando del gateño Pedro Hontiveros, hostigó constantemente a los Gabachos, hasta su total expulsión del suelo hispano, en 1812. Tras la guerra de la Independencia, se instauró el absolutismo por Fernando VII, lo que hizo enfrentarse ahora a antiguos guerrilleros, en diferentes bandos políticos. El cura Merino y el Empecinado pasaron por la Sierra de Gata. 
A la caída del Antiguo Régimen la localidad se constituye en municipio constitucional en la región de Extremadura, Partido Judicial de Gata. En el censo de 1842 contaba con 500 hogares y 2740 vecinos. En 1833 se creó la provincia de Cáceres, incluyéndose en ella a pueblos vecinos de Eljas como Descargamaría, Robledillo de Gata, Villamiel, Trevejo y San Martín de Trevejo, dependientes antes de la provincia de Salamanca. La sede del partido judicial de Gata fue al principio San Martín de Trevejo, después Gata, y finalmente Hoyos. 
En 1836, el gobierno llevó a efecto la desamortización de Mendizábal de bienes eclesiásticos, produciendo la ruina y desaparición de conventos y otros bienes de la Iglesia. Esta medida agravó aún más las condiciones de vida de las clases más bajas, ya que las tierras expropiadas cayeron en manos de los grandes terratenientes, que se convirtieron en poderosos caciques. En la segunda mitad de este siglo llegó el ferrocarril a Extremadura. Aunque colaboró en el proyecto el diputado por el distrito de Gata, este revolucionario adelanto no llegó a la comarca y, de hecho, todavía en la actualidad no pasa ningún ferrocarril por Eljas. 
A principios de siglo XX algunos literarios realizaron numerosos estudios sobre el habla propia de la Sierra de Gata, destacando entre ellos el ilustre historiador Ramón Menéndez Pidal.
La guerra de Marruecos dejó huella en los habitantes de la Sierra de Gata, existiendo en Villanueva de la Sierra un monumento en memoria de uno de tantos caídos en esta guerra. Durante la dictadura de Miguel Primo de Rivera, se mejoraron las carreteras, construyéndose la comarcal 513 (Hervás-Valverde del Fresno) de 80 km de largo, así como numerosos puentes.
Con el estallido de la guerra civil española en 1936, la Sierra de Gata quedó integrada en la que se llamó "Zona Nacional" desatándose la violencia por medio de los grupos exaltados que practicaban el "tiro en la nuca". Terminada la guerra, se presentaba una etapa de hambre y racionamiento, que originó la práctica del estraperlo a través de la frontera con Portugal. 
La economía de la Sierra de Gata seguía siendo principalmente agraria, con el olivo como cultivo principal, estando muy poco desarrollada. La industria era casi nula en la comarca, basándose únicamente en lagares, almazaras y en la fabricación de aceite de oliva. Ello motivo que la emigración azotara a todos los pueblos de la comarca, en busca de mejores condiciones de vida, y de regiones o países más desarrollados, mientras que, para promover el desarrollo integral de la comarca, se creó en 1991 ADISGATA, asociación integrada por municipios de Sierra de Gata, Moraleja, Vegaviana y colectivos sociales y empresariales.

## Monumentos y lugares de interés

### Monumentos religiosos
Iglesia parroquial católica bajo la advocación de Nuestra Señora de la Asunción, perteneciente a la diócesis de Coria. También están en la villa las ermitas del Santo Cristo y de la Divina Pastora.

### Castillo

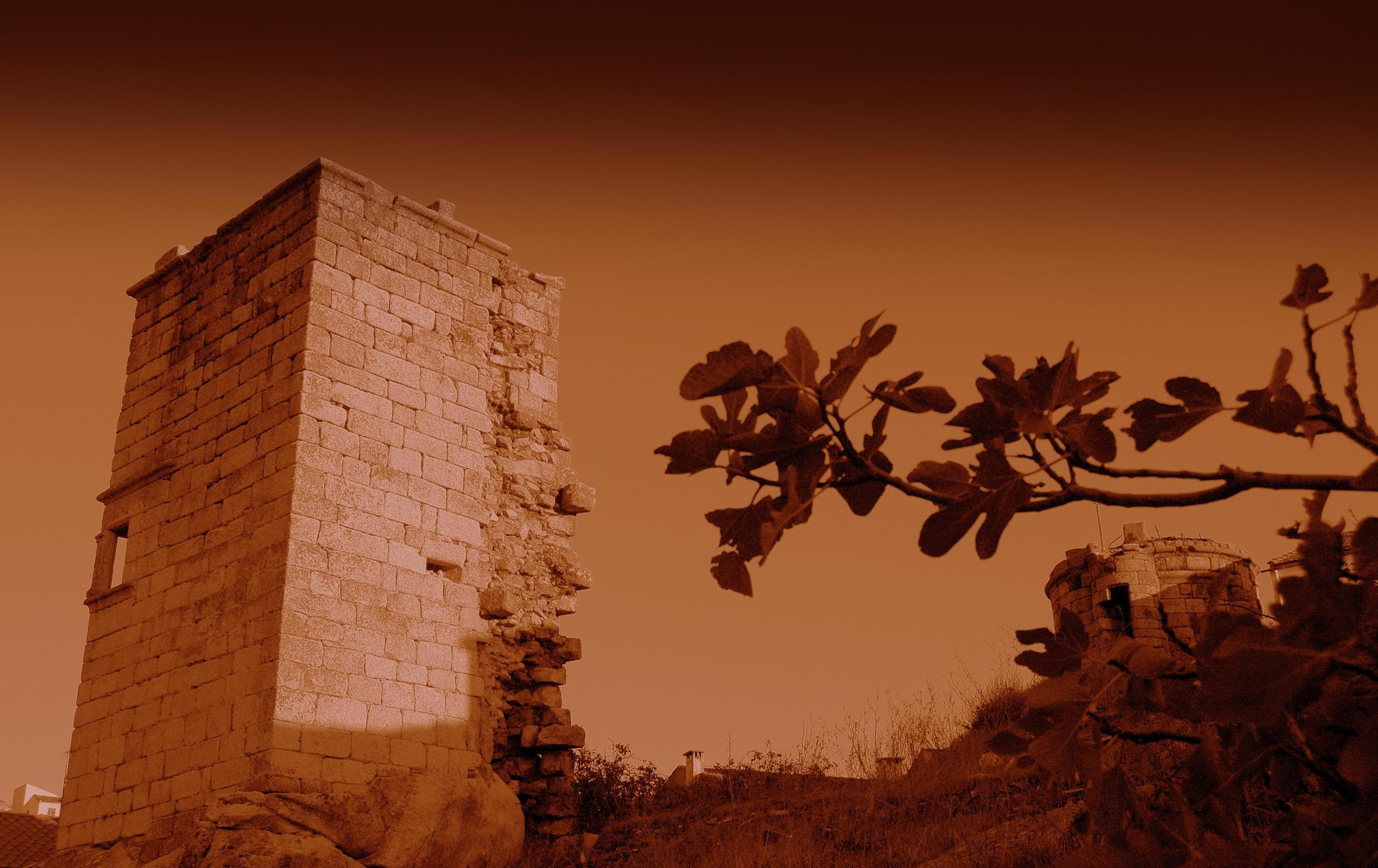
Castillo de Eljas.

El patrimonio más importante a visitar es el castillo de Eljas, del siglo XIV, siendo cabeza de la Encomienda de Alcántara. Se sitúa próximo a la Plaza Mayor y fue declarado Monumento Histórico Artístico en 1970.

### Arquitectura popular
Asimismo, ha sido una villa afectada profundamente por la emigración. Los que han vuelto no han dudado en invertir en inmuebles por lo que se ha visto profundamente afectado por una construcción de estilo moderno que no deja de chocar con la arquitectura rural. Las vistas son inigualables como corresponde a su ubicación defensiva.

## Cultura

### Lengua

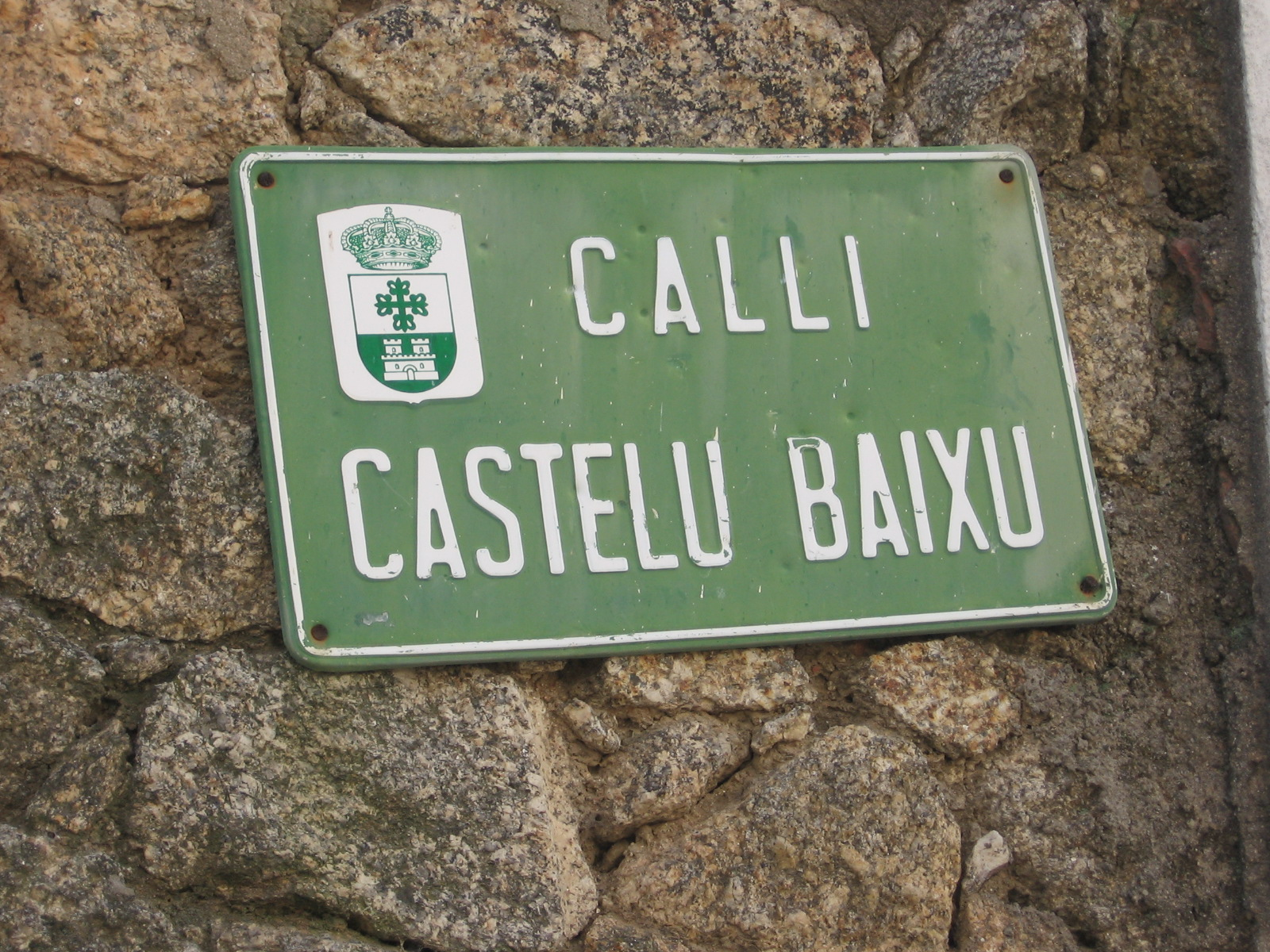
Placa de nombre de calle en Eljas, escrita en el dialecto lagarteiro.

Eljas, o As Ellas, como se dice en lagarteiru, es uno de los tres pueblos del valle de Jálama con un habla propia conocida como "A Fala", que significa "El habla o la forma de hablar". De acuerdo con Ethnologue de SIL International, con carácter consultivo para la UNESCO, se trataría de un idioma. La variedad de Eljas, más cantarina que la de Valverde del Fresno o San Martín de Trevejo, se denomina de ese curioso modo, lagarteiru, por la afición de sus habitantes a la ingesta del reptil en cuestión y es el dialecto más antiguo de la fala y con menos injertos castellanos. Aunque actualmente no es legal la captura del lagarto, la tradición es la tradición y en Eljas se cocinaban los lagartos como en ningún otro sitio de la Península. Es por ello que el animal figura en el escudo del pueblo.

### Gastronomía
Para degustar la comida tradicional están los platos típicos de la villa "girixi-girixo", el "allu de patatas" , "us fornazus" u "mollu de pescau", a "chanfraina", a sala de "regaixal", y dulces como, "riturcius", "pirrunillas","follos", "floretas", ≫

### Festividades locales
Las fiestas de Eljas son el 2, 3 y 4 de febrero, las Candelas y San Blas, que se corren a caballo por las calles. En mayo, se celebra la tradicional romería de la Divina Pastora. El 11 de junio, San Bernabé, patrón de la localidad. En la primera semana de agosto, La Fiesta del Emigrante; y, el 8 de septiembre, el Ofertorio, en la Plaza Mayor.

### Actividades recreativas y de ocio
Como actividades recreativas existen dos picaderos de caballos, senderismo, rutas en quad, rutas a pie, dos piscinas naturales y una municipal. También alojamientos rurales de referencia en toda Extremadura.

### Curiosidades
Al igual que Valverde del Fresno, en Eljas hubo una importante actividad de contrabando entre los años 1940 y 1970.

## Demografía
Eljas cuenta con una población de 836 habitantes (INE 2024).
| Gráfica de evolución demográfica de Eljas entre 1842 y 2021                                                         |
| |
| Población de derecho según los censos de población del INE Población de hecho según los censos de población del INE |

### Distribución por localidades
La población del municipio se ha distribuido así en los últimos años entre las dos localidades que forman el municipio:
| Núcleo de población | 2002 | 2005 | 2008 | 2011 | 2014 |
| ------------------- | ---- | ---- | ---- | ---- | ---- |
| Eljas (villa)       | 1184 | 1107 | 1037 | 999  | 961  |
| Eljas (diseminado)  | 0    | 0    | 2    | 1    | 1    |
| El Soto             | 14   | 10   | 7    | 8    | 8    |
| TOTAL               | 1198 | 1117 | 1046 | 1008 | 970  |

## Servicios

### Carreteras
La principal carretera del municipio es la carretera provincial CC-102, que une la EX-205 cerca de Valverde del Fresno con la CC-104 cerca de San Martín de Trevejo, pasando la CC-102 por el sur del casco urbano de Eljas. Se accede a El Soto por la carretera CC-103 que sale de la CC-102 cerca del cruce con la CC-104.

### Educación
El municipio cuenta con su propio colegio de educación infantil y primaria, el CEIP Divina Pastora. La Educación Secundaria Obligatoria se estudia en el IESO Val de Xálima, situado en el vecino pueblo de Valverde del Fresno.

### Sanidad
En sanidad pública, el municipio cuenta con un consultorio de atención primaria en la calle As Parras. Según el registro oficial de 2009, no hay establecimientos de sanidad privada en el municipio.